# Starčevo (Srbsko)
Starčevo (v srbské cyrilici Старчево, maďarsky Tarcsó) je obec v srbské Vojvodině, v její jižní části. Administrativně spadá pod Jihobanátský okruh, pod město Pančevo. V roce 2011 mělo 7473 obyvatel.
Obec se nachází jižně od Pančeva a místní rafinerie, nedaleko vesnice Vojlovica, v rovinaté krajině Panonské nížiny. Nedaleko od Starčeva na západ protéká řeka Dunaj a na jejím břehu se nacházejí typické lužní lesy.
Obec se historicky rozvíjela podél meandru řeky Dunaje. Vznikla po stěhování Srbů na přelomu 17. a 18. století z kolonistů, kteří opustili tehdejší turecké území. Nesla název Taraso během existence Rakousko-Uherska, současný název má podle jednoho z mnichů nedalekého vojlovického kláštera, který byl znám pod jménem Starac.
Starčevo je známé díky vykopávkám, které zde zahájil v roce 1939 Miodrag Grbić. Obec je typovou lokalitou, podle níž je pojmenována neolitická raně zemědělská starčevská kultura.